# Kiseru

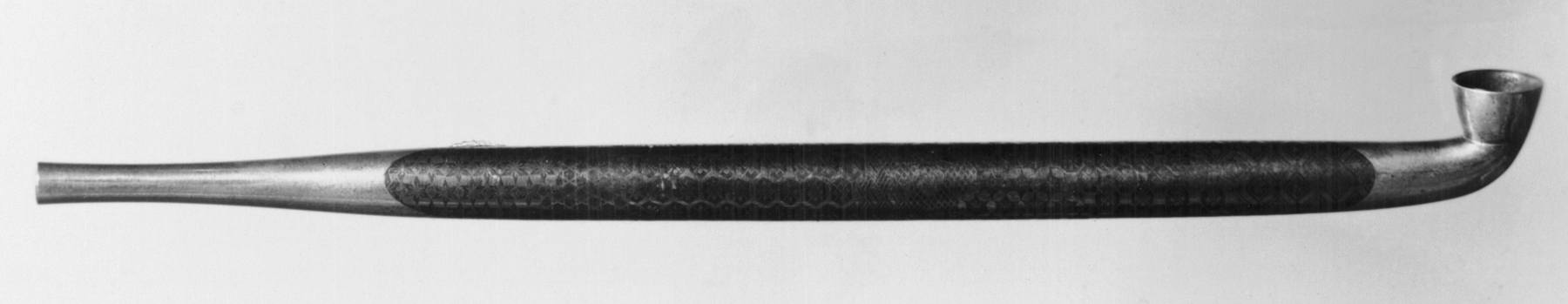
Kiseru realizzata nel XIX secolo - Walters Art Museum di Baltimora

La kiseru (煙管?) è la pipa tradizionale giapponese. 
Caratterizzata da un fornelletto di dimensioni ridotte e forma molto sottile, veniva utilizzata anche come arma di difesa personale dal proprietario.

## Storia

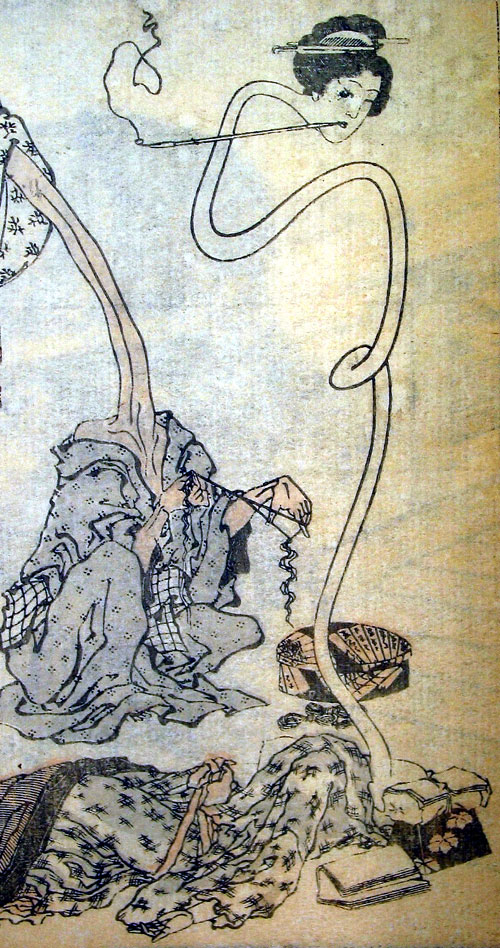
Una coppia di demoni rokurokubi intenti a fumare - stampa di Hokusai, XIX secolo

La diffusione del tabacco in Giappone fu uno degli esiti dei contatti tra giapponesi e portoghesi nella metà del XVI secolo (v. Periodo del commercio Nanban). La pratica del fumo s'innestò nel solco culturale del Kōdō, l'arte di apprezzare l'incenso. Il vassoio porta-tabacco (tabako-bon) venne derivato dal vassoio porta-incenso ko-bon, mentre il bruciatore dell'incenso fornì la base per il pentolino di carbone da cui il fumatore attingeva la brace per accendere la piccola porzione di filamentoso tabacco kizami. Al termine della sessione di fumo, il braciere della kiseru veniva svuotato in uno scodellino derivato dallo scodellino porta-incenso.
La moda di utilizzare la pipa come arma fu invece invenzione precipua del Sol Levante avvenuta al volgere del secolo e tramutatasi in una consolidata tradizione nel corso del XVII secolo. Nel 1609 a Kyoto, durante dei disordini, molti capi fazione vennero incarcerati e giustiziati; durante gli scontri, le pipe erano state utilizzate come armi di offesa in misura uguale alle spade. La pipa divenne poi arma abituale dei kabukimono (カブキ者), la casta di anti-samurai che si sviluppò durante lo Shogunato Tokugawa. All'atto pratico, è probabile che le pipe venissero utilizzate in combattimento secondo le regole tecniche governanti la scherma. Le pipe venivano «infilate nelle cinture, come una spada, oppure portate da un subordinato o servitore». Durante il Periodo Meiji, non a caso, molti intarsiatori di spade, rimasti senza lavoro, si dedicarono alla decorazione delle pipe e dei netsuke porta-tabacco.

## Costruzione
La kiseru era composta da tre parti: 
- il fornelletto gankubi, in metallo, di piccole dimensioni;
- il cannello rao, in legno o bambù, lungo e sottile; e
- il bocchino suikochi (anche suikoci) in metallo.

Il manufatto era solitamente alloggiato in un porta-pipa chiamato kiseru-zutsu.
La pipa da uomo era tradizionalmente lunga 15-20 cm, mentre quella da donna era più lunga (30-60 cm). L'uso dell'oggetto come arma spinse però a fabbricarne di più lunghi: furono prodotti kiseru che arrivarono a misurare 100-120 cm di lunghezza oltre ad essere munite di guardia tsuba, collocata alla congiunzione tra il bocchino ed il cannello, con forma simile alle spade giapponesi.